# Sun Television
Sun Television (на японски: 株式会社サンテレビジョン, Kabushiki gaisha Sun Terebijon) е японски телевизионен канал, основан на 8 март 1968 г. 
Седалището му е в Кобе.